# Оробей Валерій Леонідович
Оробей Валерій Леонідович (26 січня 1960, м. Запоріжжя) — Заслужений металург України (2003), Герой України (2006).
Народився 26 січня 1960 року у Запоріжжі. 
У 1979 році закінчив Запорізький металургійний технікум. З 1979 року працює горновим доменного цеху в АТ «Запорізький металургійний комбінат "Запоріжсталь"».

## Нагороди
- Заслужений металург України (2003)
- Герой України (з врученням ордена Держави, 19.08.2006).